# エリック・ファン・ロッサム
エリック・ファン・ロッサム（エーリク・ファン・ロッスム、Erik van Rossum, 1963年3月27日 - ）はオランダ出身の元サッカー選手。ポジションはディフェンダー（センターバック）。

## 経歴
オランダのNECナイメヘン、FCトゥウェンテ、ヴィレムIIなどを経て、
Jリーグのヴェルディ川崎（現・東京ヴェルディ）、北信越サッカーリーグのアルビレオ新潟FC（現・アルビレックス新潟）に在籍していた。
Jリーグ通算成績は17試合0得点、カップ戦8試合0得点（記録はヴェルディ川崎在籍時のもの）。ヴェルディ川崎には1993年セカンドステージより加入。すぐにチームに馴染み 、ルイス・カルロス・ペレイラとともにセンターバックを務め優勝に貢献、松木監督からも優勝の要因として名前が出るなど、監督の信頼を得ていたが、同シーズンのJリーグチャンピオンシップではリーグ戦で出場機会のなかったパウロ・ロドリゲス・バルクが急遽メンバーに抜擢された結果外国人枠から漏れベンチ外となってしまい、そのまま退団した。

## 個人成績
| 国内大会個人成績 | 国内大会個人成績 | 国内大会個人成績 | 国内大会個人成績 | 国内大会個人成績 | 国内大会個人成績 | 国内大会個人成績 | 国内大会個人成績 | 国内大会個人成績 | 国内大会個人成績 | 国内大会個人成績 | 国内大会個人成績 |
| 年度             | クラブ           | 背番号           | リーグ           | リーグ戦         | リーグ戦         | リーグ杯         | リーグ杯         | オープン杯       | オープン杯       | 期間通算         | 期間通算         |
| 年度             | クラブ           | 背番号           | リーグ           | 出場             | 得点             | 出場             | 得点             | 出場             | 得点             | 出場             | 得点             |
| オランダ         | オランダ         | オランダ         | オランダ         | リーグ戦         | リーグ戦         | リーグ杯         | リーグ杯         | KNVBカップ       | KNVBカップ       | 期間通算         | 期間通算         |
| ---------------- | ---------------- | ---------------- | ---------------- | ---------------- | ---------------- | ---------------- | ---------------- | ---------------- | ---------------- | ---------------- | ---------------- |
| 1987-88          | トゥウェンテ     |                  | エールディヴィジ | 24               | 0                |                  |                  |                  |                  |                  |                  |
| 1988-89          | トゥウェンテ     |                  | エールディヴィジ | 6                | 0                |                  |                  |                  |                  |                  |                  |
| 日本             | 日本             | 日本             | 日本             | リーグ戦         | リーグ戦         | リーグ杯         | リーグ杯         | 天皇杯           | 天皇杯           | 期間通算         | 期間通算         |
| 1993             | V川崎            | -                | J                | 17               | 0                | 8                | 0                | 3                | 0                | 28               | 0                |
| 1995             | 新潟             | 3                | 北信越           |                  |                  | -                | -                | -                | -                |                  |                  |
| 通算             | オランダ         | オランダ         | エールディヴィジ | 30               | 0                |                  |                  |                  |                  |                  |                  |
| 通算             | 日本             | 日本             | J                | 17               | 0                | 8                | 0                | 3                | 0                | 28               | 0                |
| 通算             | 日本             | 日本             | 北信越           |                  |                  | -                | -                | -                | -                |                  |                  |
| 総通算           |                  |                  |                  |                  |                  |                  |                  |                  |                  |                  |                  |